# Xã Douglas, Quận Effingham, Illinois
Xã Douglas (tiếng Anh: Douglas Township) là một xã thuộc quận Effingham, tiểu bang Illinois, Hoa Kỳ. Năm 2010, dân số của xã này là 12.604 người.